# Gerhardsberg (Kürten)
Gerhardsberg ist ein Ortsteil in der Gemeinde Kürten im Rheinisch-Bergischen Kreis.

## Beschreibung
Gerhardsberg ist eine der Ortschaften, die sich zwischen Kürten und Sürth über die so genannte Bergerhöhe erstrecken.
Nördlich von Meiersberg grenzt unmittelbar der Golfplatz Kürten an.

## Geschichte
Die Bergerhöhe wurde 1383 in einer Urkunde erwähnt, mit der eine Belehnung an Wilhelm II. von Jülich-Berg festgeschrieben wurde. Die heutige Ortslage wird darin als der  dritte Bergh erwähnt. Die Bezeichnung Gerhardsberg bezieht sich vermutlich, so die Deutung des örtlichen Geschichtsvereins, auf den Vornamen eines Bewohners, der hier vor langer Zeit gewohnt hat.
Die Topographia Ducatus Montani des Erich Philipp Ploennies aus dem Jahre 1715, Blatt Amt Steinbach, belegt, dass der Ort bereits 1715 als Ort mit mehreren Höfen bestand und als Gerhardsberg bezeichnet wurde. Carl Friedrich von Wiebeking benennt die Hofschaft auf seiner Charte des Herzogthums Berg 1789 als Gerhardsberg. Aus ihr geht hervor, dass Gerhardsberg zu dieser Zeit Teil der Honschaft Berg im Kirchspiel Olpe im Landgericht Kürten war.
Unter der französischen Verwaltung zwischen 1806 und 1813 wurde das Amt Steinbach aufgelöst und Gerhardsberg wurde politisch der Mairie Olpe im Kanton Wipperfürth  im Arrondissement Elberfeld zugeordnet. 1816 wandelten die Preußen die Mairie zur Bürgermeisterei Olpe im Kreis Wipperfürth.
Gerhardsberg gehörte zu dieser Zeit zur Gemeinde Olpe.
Der Ort ist auf der Topographischen Aufnahme der Rheinlande von 1824 und auf der Preußischen Uraufnahme von 1840 als Gerhardsberg verzeichnet.
Ab der Preußischen Neuaufnahme von 1892 ist er auf Messtischblättern regelmäßig als Gerhardsberg verzeichnet.
1822 lebten 39 Menschen im als Hof kategorisierten und Gerhardsberg bezeichneten Ort. 1830 hatte der Ort 41 Einwohner. Der 1845 laut der Uebersicht des Regierungs-Bezirks Cöln als Weiler kategorisierte Ort besaß zu dieser Zeit zehn Wohnhäuser. Zu dieser Zeit lebten 85 Einwohner im Gerhardsberg genannten Ort, davon 52 katholischen und 33 evangelischen Bekenntnisses. Die Gemeinde- und Gutbezirksstatistik der Rheinprovinz führt Gerhardsberg 1871 mit neun Wohnhäusern und 49 Einwohnern auf. Im Gemeindelexikon für die Provinz Rheinland von 1888 werden acht Wohnhäuser mit 39 Einwohnern angegeben und der Ort mit bezeichnet. 1895 hatte der Ort sieben Wohnhäuser und 37 Einwohner. 1905 besaß der Ort sechs Wohnhäuser und 27 Einwohner und gehörte konfessionell zum katholischen Kirchspiel Olpe und zum evangelischen Kirchspiel Delling.
1927 wurden die Bürgermeisterei Olpe in das Amt Olpe überführt. In der Weimarer Republik wurden 1929 die Ämter Kürten mit den Gemeinden Kürten und Bechen und Olpe mit den Gemeinden Olpe und Wipperfeld zum Amt Kürten zusammengelegt. Der Kreis Wipperfürth ging am 1. Oktober 1932 in den Rheinisch-Bergischen Kreis mit Sitz in Bergisch Gladbach auf.
1975 entstand aufgrund des Köln-Gesetzes die heutige Gemeinde Kürten, zu der neben den Ämtern Kürten, Bechen und Olpe ein Teilgebiet der Stadt Bensberg mit Dürscheid und den umliegenden Gebieten kam.